# Crescent City Connection
Crescent City Connection (CCC) je soumostí překlenující řeku Mississippi v americkém městě New Orleans. Skládá se z dvojice rovnoběžných konzolových mostů. Celková délka včetně nájezdů je 4 093 m, rozpětí nejdelšího oblouku dosahuje 480 m. Oba mosty mají čtyři jízdní pruhy, most směřující na západ má navíc dva HOV pruhy. První most je široký 16 m a druhý 28 m. Výška nad hladinou řeky činí 45 metrů.
Stavba mostu začala v roce 1954, první vozy po něm projely 15. dubna 1958 a slavnostně byl otevřen 18. října 1958 pod názvem Greater New Orleans Bridge. V době zprovoznění byl nejdelším konzolovým mostem na světě, v roce 2025 zaujímá páté místo. Projektovala ho firma Modjeski & Masters, je zhotoven z oceli a využívá Gerberovy nosníky. V září 1988 byl pro lepší plynulost dopravy doplněn o druhý most vedoucí na západní břeh řeky a o rok později byla celá stavba přejmenována na Crescent City Connection (New Orleans je nazýván „město půlměsíce“ podle říčního ohybu, na němž byl založen). Most je ve správě ministerstva dopravy státu Louisiana.
Crescent City Connection je posledním mostem na Mississippi před jejím ústím do moře, řeka zde také tvoří součást Intracoastal Waterway. Po soumostí vede silnice US Route 90 Business. Denně po něm projede okolo 180 000 vozidel a je nejvytíženějším mostem na dolním toku Mississippi.
Po otevření bylo zavedeno mýtné ve výši 35 centů. Za evakuace města před hurikánem Katrina byl výběr mýtného pozastaven. Na základě referenda se v březnu 2013 přestalo mýtné definitivně vybírat.
Na mostě se natáčely filmy Déjà Vu, Píseň lásky samotářky a 21 Jump Street. Každoročně se na něm pořádá běžecký závod Crescent Connection Bridge Run.